# أحمد ربيع
أحمد ربيع (مواليد 14 أغسطس 1995، لاعب كرة قدم إماراتي يجيد اللعب في الهجوم.

## المسيرة الأحترافية
- نادي الجزيرة (2013–2018): بدأ ربيع مسيرته مع الفريق الأول لنادي الجزيرة في عام 2013، وشارك في عدة مباريات في دوري الخليج العربي.
- الإعارة إلى بني ياس (2018): في مطلع عام 2018، تمت إعارته إلى نادي بني ياس، حيث لعب معهم لفترة قصيرة قبل أن يعود إلى الجزيرة.
- الإصابة الخطيرة (مارس 2019): تعرض لإصابة خطيرة في الرأس خلال مباراة ودية ضد نادي الإمارات، بعد اصطدامه بقائم المرمى. تم نقله إلى مستشفى راشد في دبي لتلقي العلاج، وزاره الشيخ محمد بن راشد آل مكتوم للاطمئنان على حالته. [3]
- العودة إلى التدريب (أكتوبر 2019): بعد فترة من العلاج والتأهيل، عاد ربيع إلى تدريبات نادي الجزيرة في أكتوبر مركز الاتحاد للأخبار.

- الانتقال إلى بني ياس (2021): في عام 2021، انتقل مجددًا إلى نادي بني ياس.

## الحالة الصحية
رغم الإصابة الخطيرة التي تعرض لها في عام 2019، إلا أن أحمد ربيع تمكن من العودة إلى الملاعب بعد فترة من العلاج والتأهيل. حتى يناير 2025، لا تتوفر معلومات حديثة حول مسيرته الاحترافية.

## روابط خارجية
- أحمد ربيع على موقع الاتحاد الدولي (مؤرشف)  (الإنجليزية)
- أحمد ربيع على موقع Soccerway.com (الإنجليزية)